# Enzo Roco
Enzo Pablo Roco Roco (nacido como Enzo Pablo Andía Roco; Ovalle, Chile, 16 de agosto de 1992) es un futbolista profesional chileno que juega como defensa en el Al-Riyadh de la Liga Profesional Saudí. Es internacional absoluto con la selección de fútbol de Chile desde 2012, con la que se tituló campeón de la Copa América Centenario en 2016.

## Trayectoria

### Inicios
Desde antes de debutar en el primer equipo de Universidad Católica ya se le conocía como uno de los valores emergentes de la cantera cruzada. Fue el capitán de la Selección Chilena Sub-17 que disputó el Sudamericano de la categoría durante el primer semestre de 2009 en la ciudad de Iquique, destacando como la figura del seleccionado nacional.
Luego de coronarse campeón en la categoría mayor del Fútbol Joven, es promovido al plantel de honor de la Universidad Católica para la temporada 2010, en la que cumpliría 18 años de edad.

### Universidad Católica (2011-2014)
El año 2010 se integró a los entrenamientos del plantel de honor cruzado. Su buen cometido en la pretemporada y en los duelos amistosos le valió la confianza del técnico Marco Antonio Figueroa, quien lo hizo sumar minutos y comenzar a convertirse en uno de los buenos valores de la UC 2010. Su debut profesional se produjo el 7 de mayo de 2011, en un partido contra Unión Española. En dicho cotejo, fue expulsado en el segundo tiempo tras recibir la segunda tarjeta amarilla.
Fue citado en varios partidos en la buena participación de la UC en la Copa Libertadores 2011, torneo en el cual Los Cruzados fueron eliminados en los minutos finales ante Peñarol en los cuartos de final. Su primer gol llega en el partido de vuelta de las semifinales del Torneo de Apertura 2011 frente a Unión La Calera, anotando de cabeza al minuto del segundo tiempo el único tanto del encuentro, dándole el paso a su equipo a la final del campeonato. El 8 de septiembre de 2011, Roco anota su segundo gol con la UC, por la Copa Sudamericana, frente a Deportes Iquique. Marcó el 2-0 para los "Cruzados".
El 1 de noviembre de 2012, convierte ante Independiente de Avellaneda en el empate 2-2 de visita en el Estadio Libertadores de América por la Copa Sudamericana 2012. Ya para la temporada 2013 se consolida como defensor titular en el equipo entonces dirigido por Martín Lasarte, quien le dio la confianza de liderar la defensa y ratificarlo en partidos de alta exigencia.

### Elche (2014-2015)
El 31 de julio de 2014 ficha por el Elche CF de la Primera División de España. Llega en calidad de préstamo con opción de compra, en una operación que le costó al club 1 700 000 euros. Debutó en la segunda jornada del campeonato doméstico ante el Granada C.F. (1:1). Desde su llegada, se ha convertido en un fijo en el centro de la zaga, formando una gran pareja con el veterano David Lombán.
En mayo de 2015 el Elche opta por comprar el pase del jugador a 1.2 millones de dólares. Sin embargo, debido a los graves problemas económicos del Elche, se concretó su descenso a la segunda división española, lo que impidió finalmente la compra del pase de Roco.

### Espanyol (2015-2016)
Tras el descenso del Elche a la segunda división de España, se confirma la llegada de Enzo Roco al Real Club Deportivo Espanyol de Barcelona, cedido por una temporada con opción de compra por O'Higgins, dueño de su pase. De este modo, Roco continúa en primera división española para la temporada 2015-16. Debuta en la cuarta jornada ante la Real Sociedad, marcando un gol clave en la victoria de su equipo por 2-3; y pronto se consagra como defensa titular del equipo perico.

### Cruz Azul (2016-2018)
De cara al Apertura 2016/17 el club mexicano ha contratado los servicios de Enzo, al llegar a un acuerdo con la directiva del club dueño de su pase, O'Higgins de Rancagua. La transferencia se dio a conocer luego de la participación del jugador en la Copa América Centenario, en donde se consagró campeón con la Selección de fútbol de Chile.Para mediados de 2018 termina su contrato con Cruz Azul y pasa a ser un jugador libre

### Beşiktaş (2018-2020)
A inicios de la temporada 2018-2019 viaja hacia Estambul para fichar con el Beşiktaş Jimnastik Kulübü
En septiembre de 2020 se confirma su salida del club.

### Fatih Karagümrük (2020-2021)
Después de dejar el Beşiktaş Jimnastik Kulübü fichó por el Fatih Karagümrük SK, hasta su regreso al Elche CF.

### Elche (2021-2023)
Luego de la Copa América 2021, se confirma el regreso del defensor al club español.

## Selección nacional

### Selección Sub-17
Fue nominado por César Vaccia, entrenador de la selección chilena sub-17, para disputar el Sudamericano Sub-17 de 2009 en Iquique durante los días 17 de abril y 9 de mayo, certamen donde Chile quedó eliminado en fase de grupos tras ubicarse en la cuarta posición del Grupo B. El defensor central fue capitán del equipo durante el torneo, anotando el gol del triunfo ante Ecuador en la Fecha 4.

#### Participaciones en Sudamericanos
| Sudamericano                | País  | Resultado      |
| --------------------------- | ----- | -------------- |
| Sudamericano Sub-17 de 2009 | Chile | Fase de grupos |

### Selección adulta
Hizo su debut con la selección adulta el 15 de febrero de 2012 en un partido amistoso, de nómina local, frente a Paraguay jugando los 90 minutos. Posteriormente sería nominado para disputar la Copa del Pacífico, de carácter amistoso, ese mismo año. En el partido de ida, jugado en Arica, es titular metiendo un gol a los 43 minutos concretando el 2-1 parcial donde después saldría reemplazado a los 62 minutos por Sebastián Toro. Chile ganó el encuentro 3 a 1. En el partido de vuelta, disputado en Tacna, también es titular pero fue reemplazado por Marko Biskupovic a los 76 minutos. Chile ganó el partido 0 a 3.
En junio de 2012, Claudio Borghi nominó de urgencia a Roco para enfrentar los partidos contra Bolivia y Venezuela por la fecha 5 y 6 de las Clasificatorias Brasil 2014 debido a la lesión sufrida de Pablo Contreras. Sin embargo, finalmente Contreras se recuperó y Roco no se integró a los trabajos del combinado chileno. En agosto de ese mismo año, Borghi nuevamente nominó de urgencia a Roco, esta vez debido a la lesión de Osvaldo González, para un partido amistoso frente a Ecuador que se disputó en New York, encuentro en que no ingresó y donde Chile perdió 3 a 0. Para enero del 2013, es nominado nuevamente a la selección nacional para los duelos amistosos frente a Senegal y Haití (en nómina local), esta vez bajo la dirección técnica de Jorge Sampaoli, en lo que sería la primera nómina del dt argentino. Fue suplente en ambos encuentros.
En enero del 2014, Jorge Sampaoli lo convoca para el partido amistoso frente a Costa Rica en nómina local, Chile derrota a la escuadra centroamericana por 4 a 0 siendo Roco titular y reemplazado a los 85 minutos por Cristián Álvarez. Posteriormente es incluido en la lista preliminar de 30 jugadores de la Selección Chilena para afrontar la Copa Mundial de Brasil 2014, pero al final no fue incluido en la lista definitiva de 23 jugadores y se quedó fuera del mundial.
En octubre del 2014, es convocado para los duelos amistosos con Perú y Bolivia. Fue titular frente a Bolivia y salió reemplazado a los 56 minutos por Eugenio Mena, partido que terminaría empatado a 2 goles. Para noviembre de ese mismo año, Sampaoli nuevamente lo desestima para los duelos amistosos frente a Venezuela y Uruguay. Para marzo de 2015, es nominado nuevamente para los partidos amistosos frente a Irán y Brasil, frente a Irán fue titular hasta el minuto 63 y frente a Brasil estuvo en el banco de suplentes.
El 4 de junio de 2018, Roco hizo su debut como capitán con 25 años y 11 meses ante Serbia en el Stadion Graz-Liebenau en Graz, Austria bajo la dirección técnica de Reinaldo Rueda, en dicho partido "La Roja" ganó por 1-0, respondiendo bien a las expectativas y cada vez afirmándose más junto a Maripán como centrales de Chile.

### Copa América Centenario
En mayo de 2016 Juan Antonio Pizzi lo nómina para la Copa América Centenario celebrada en Estados Unidos. Roco debutó el 14 de junio, en la última fecha del Grupo D, ingresando al minuto 89' por Gary Medel en el triunfo por 4-2 sobre Panamá. Luego el 18 de junio ingresaría al minuto 60 por Medel nuevamente en el histórico triunfo por 7-0 de Chile sobre México en Cuartos de final, Roco hizo un buen partido en los 30 minutos que estuvo en cancha.
Disputó de 2 de los 6 partidos de la Copa América Centenario, sumando 31 minutos por La Roja y consagrándose Bicampeón de América con su selección.

### Copa FIFA Confederaciones 2017
En mayo de 2017 Pizzi lo convoca para la Copa Confederaciones 2017. Fue parte del plantel que se consagró subcampeón en continente europeo, Roco no disputó partidos en la Confederaciones.

### Clasificatorias Rusia 2018

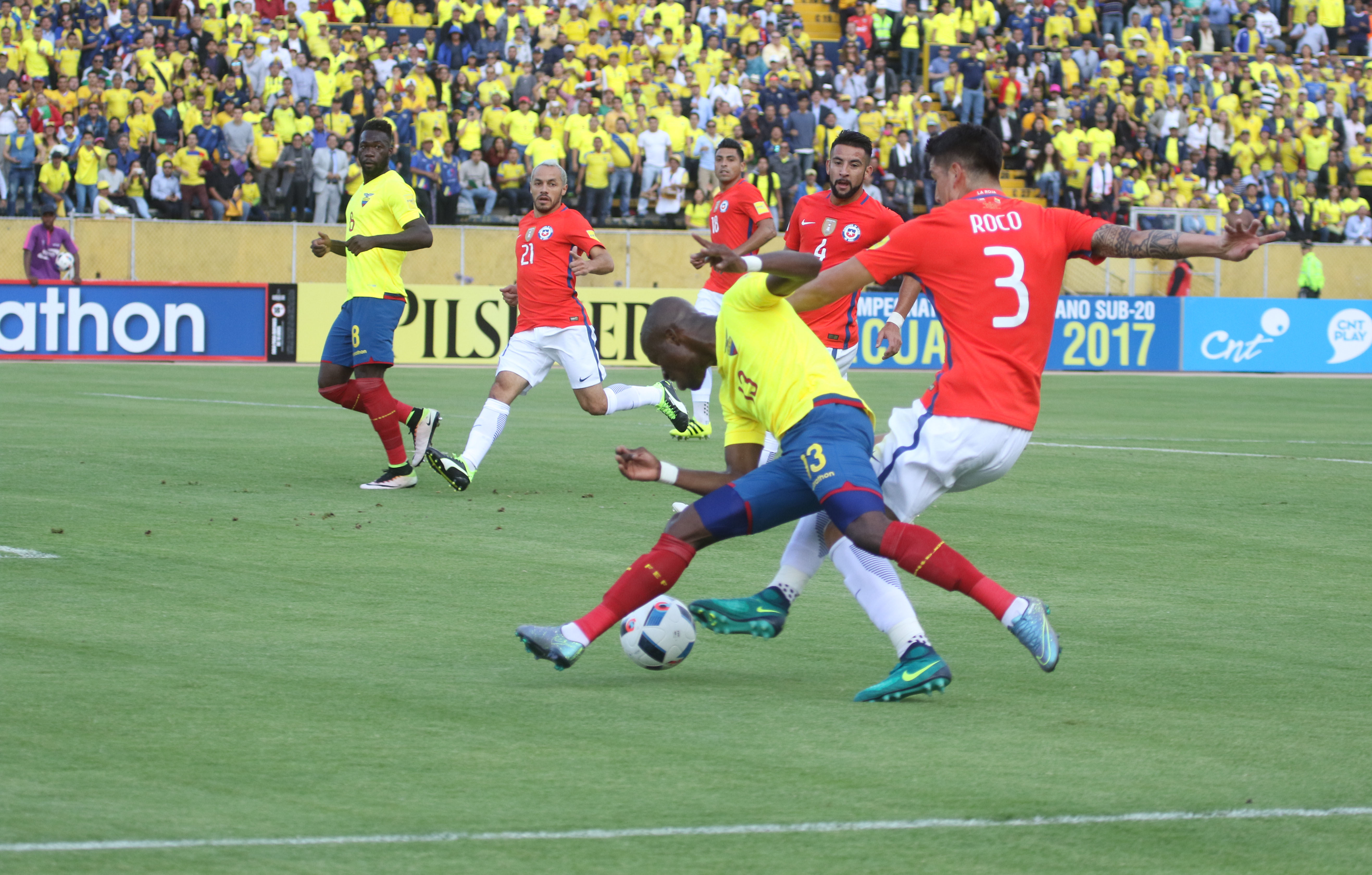
Roco en el duelo contra Ecuador en octubre de 2016.

Tras no ser considerado para la prenómina de la selección chilena para la Copa América 2015, vuelve a una convocatoria en noviembre del mismo año para las clasificatorias al mundial de Rusia 2018 frente a Colombia y Uruguay donde fue suplente en los 2 partidos. Tras su buena actuación en la Copa América Centenario, Pizzi le da la oportunidad de mostrarse en las Clasificatorias Rusia 2018.
Debutó el 1 de septiembre de 2016, en la derrota por 2-1 sobre Paraguay en Asunción por la fecha 7, Roco fue titular e hizo dupla con Gary Medel, teniendo un bajo desempeño. Después el 6 de octubre del mismo año, Chile cayó por 3-0 ante Ecuador en Quito, en aquel Roco fue titular otra vez haciendo dupla por primera vez con Gonzalo Jara y teniendo otra opaca presentación.
Disputó 6 partidos en las Clasificatorias Rusia 2018 y estuvo 467 minutos en cancha.

#### Participaciones en Clasificatorias a Copas del Mundo
| Eliminatorias            | País  | Resultado | Posición | Partidos | Goles |
| ------------------------ | ----- | --------- | -------- | -------- | ----- |
| Eliminatorias Rusia 2018 | Rusia | Eliminado | 6.º      | 6        | 0     |
| Eliminatorias Catar 2022 | Catar | Eliminado | 7.º      | 6        | 0     |

#### Participaciones en Copas Confederaciones
| Copa                      | Sede  | Resultado  | Partidos | Goles |
| ------------------------- | ----- | ---------- | -------- | ----- |
| Copa Confederaciones 2017 | Rusia | Subcampeón | 0        | 0     |

#### Participaciones en Copas América
| Torneo                  | Sede           | Resultado        | Partidos | Goles |
| ----------------------- | -------------- | ---------------- | -------- | ----- |
| Copa América Centenario | Estados Unidos | Campeón          | 2        | 0     |
| Copa América 2021       | Brasil         | Cuartos de final | 3        | 0     |

### Partidos internacionales
Actualizado hasta el 24 de marzo de 2022.
| Partidos internacionales | Partidos internacionales | Partidos internacionales                                       | Partidos internacionales | Partidos internacionales | Partidos internacionales | Partidos internacionales | Partidos internacionales     |
| N.º                      | Fecha                    | Estadio                                                        | Local                    | Resultado                | Visitante                | Goles                    | Competición                  |
| ------------------------ | ------------------------ | -------------------------------------------------------------- | ------------------------ | ------------------------ | ------------------------ | ------------------------ | ---------------------------- |
| 1                        | 15 de febrero de 2012    | Estadio Feliciano Cáceres, Luque, Paraguay                     | Paraguay                 | 2-0                      | Chile                    |                          | Amistoso                     |
| 2                        | 21 de marzo de 2012      | Estadio Carlos Dittborn, Arica, Chile                          | Chile                    | 3-1                      | Perú                     |                          | Copa del Pacífico 2012       |
| 3                        | 11 de abril de 2012      | Estadio Jorge Basadre, Tacna, Perú                             | Perú                     | 0-3                      | Chile                    |                          | Copa del Pacífico 2012       |
| 4                        | 22 de enero de 2014      | Estadio Francisco Sánchez Rumoroso, Coquimbo, Chile            | Chile                    | 4-0                      | Costa Rica               |                          | Amistoso                     |
| 5                        | 14 de julio de 2014      | Estadio Francisco Sánchez Rumoroso, Coquimbo, Chile            | Chile                    | 2-2                      | Bolivia                  |                          | Amistoso                     |
| 6                        | 26 de marzo de 2015      | NV Arena, Sankt Pölten, Austria                                | Irán                     | 2-0                      | Chile                    |                          | Amistoso                     |
| 7                        | 1 de junio de 2016       | Estadio Qualcomm, San Diego, Estados Unidos                    | México                   | 1-0                      | Chile                    |                          | Amistoso                     |
| 8                        | 14 de junio de 2016      | Lincoln Financial Field, Filadelfia, Estados Unidos            | Chile                    | 4-2                      | Panamá                   |                          | Copa América Centenario 2016 |
| 9                        | 18 de junio de 2016      | Levi's Stadium, Santa Clara, Estados Unidos                    | México                   | 0-7                      | Chile                    |                          | Copa América Centenario 2016 |
| 10                       | 1 de septiembre de 2016  | Estadio Defensores del Chaco, Asunción, Paraguay               | Paraguay                 | 2-1                      | Chile                    |                          | Clasificatorias a Rusia 2018 |
| 11                       | 6 de septiembre de 2016  | Estadio Monumental, Santiago, Chile                            | Chile                    | 3-0                      | Bolivia                  |                          | Clasificatorias a Rusia 2018 |
| 12                       | 6 de octubre de 2016     | Estadio Olímpico Atahualpa, Quito, Ecuador                     | Ecuador                  | 3-0                      | Chile                    |                          | Clasificatorias a Rusia 2018 |
| 13                       | 11 de octubre de 2016    | Estadio Nacional Julio Martínez Prádanos, Santiago, Chile      | Chile                    | 2-1                      | Perú                     |                          | Clasificatorias a Rusia 2018 |
| 14                       | 10 de noviembre de 2016  | Estadio Metropolitano Roberto Meléndez, Barranquilla, Colombia | Colombia                 | 0-0                      | Chile                    |                          | Clasificatorias a Rusia 2018 |
| 15                       | 15 de noviembre de 2016  | Estadio Nacional Julio Martínez Prádanos, Santiago, Chile      | Chile                    | 3-1                      | Uruguay                  |                          | Clasificatorias a Rusia 2018 |
| 16                       | 2 de junio de 2017       | Estadio Nacional Julio Martínez Prádanos, Santiago, Chile      | Chile                    | 3-0                      | Burkina Faso             |                          | Amistoso                     |
| 17                       | 13 de junio de 2017      | Cluj Arena, Cluj, Rumanía                                      | Rumania                  | 3-2                      | Chile                    |                          | Amistoso                     |
| 18                       | 24 de marzo de 2018      | Friends Arena, Estocolmo, Suecia                               | Suecia                   | 1-2                      | Chile                    |                          | Amistoso                     |
| 19                       | 27 de marzo de 2018      | Aalborg Portland Park, Aalborg, Dinamarca                      | Dinamarca                | 0-0                      | Chile                    |                          | Amistoso                     |
| 20                       | 4 de junio de 2018       | Stadion Graz-Liebenau, Graz, Austria                           | Serbia                   | 0-1                      | Chile                    |                          | Amistoso                     |
| 21                       | 8 de junio de 2018       | INEA Stadion, Poznań, Polonia                                  | Polonia                  | 2-2                      | Chile                    |                          | Amistoso                     |
| 22                       | 12 de octubre de 2018    | Hard Rock Stadium, Miami, Estados Unidos                       | Perú                     | 3-0                      | Chile                    |                          | Amistoso                     |
| 23                       | 16 de octubre de 2018    | Estadio La Corregidora, Querétaro, México                      | México                   | 0-1                      | Chile                    |                          | Amistoso                     |
| 24                       | 16 de noviembre de 2018  | Estadio El Teniente, Rancagua, Chile                           | Chile                    | 2-3                      | Costa Rica               |                          | Amistoso                     |
| 25                       | 8 de octubre de 2020     | Estadio Centenario, Montevideo, Uruguay                        | Uruguay                  | 2-1                      | Chile                    |                          | Clasificatorias a Catar 2022 |
| 26                       | 14 de junio de 2021      | Estadio Nilton Santos, Río de Janeiro, Brasil                  | Argentina                | 1-1                      | Chile                    |                          | Copa América 2021            |
| 27                       | 21 de junio de 2021      | Arena Pantanal, Cuiabá, Brasil                                 | Uruguay                  | 1-1                      | Chile                    |                          | Copa América 2021            |
| 28                       | 24 de junio de 2021      | Estadio Mané Garrincha, Brasilia, Brasil                       | Chile                    | 0-2                      | Paraguay                 |                          | Copa América 2021            |
| 29                       | 5 de septiembre de 2021  | Estadio Rodrigo Paz Delgado, Quito, Ecuador                    | Ecuador                  | 0-0                      | Chile                    |                          | Clasificatorias a Catar 2022 |
| 30                       | 9 de septiembre de 2021  | Estadio Metropolitano Roberto Meléndez, Barranquilla, Colombia | Colombia                 | 3-1                      | Chile                    |                          | Clasificatorias a Catar 2022 |
| 31                       | 10 de octubre de 2021    | Estadio San Carlos de Apoquindo, Santiago, Chile               | Chile                    | 2-0                      | Paraguay                 |                          | Clasificatorias a Catar 2022 |
| 32                       | 11 de noviembre de 2021  | Estadio Defensores del Chaco, Asunción, Paraguay               | Paraguay                 | 0-1                      | Chile                    |                          | Clasificatorias a Catar 2022 |
| 33                       | 24 de marzo de 2022      | Estadio de Maracaná, Río de Janeiro, Brasil                    | Brasil                   | 4-0                      | Chile                    |                          | Clasificatorias a Catar 2022 |
| Total                    |                          |                                                                | Presencias               | 33                       | Goles                    | 1                        |                              |

| Selección chilena | Selección chilena | Selección chilena |
| Año               | Partidos          | Goles             |
| ----------------- | ----------------- | ----------------- |
| 2012              | 3                 | 1                 |
| 2014              | 2                 | 0                 |
| 2015              | 1                 | 0                 |
| 2016              | 9                 | 0                 |
| 2017              | 2                 | 0                 |
| 2018              | 7                 | 0                 |
| 2020              | 1                 | 0                 |
| 2021              | 7                 | 0                 |
| 2022              | 1                 | 0                 |
| Total             | 33                | 1                 |

## Estadísticas
Actualizado al último partido disputado el 3 de noviembre de 2023.

### Clubes
| Club                           | Div           | Temporada     | Liga  | Liga  | Copas nacionales | Copas nacionales | Torneos internacionales | Torneos internacionales | Total | Total | Media goleadora |
| Club                           | Div           | Temporada     | Part. | Goles | Part.            | Goles            | Part.                   | Goles                   | Part. | Goles | Media goleadora |
| ------------------------------ | ------------- | ------------- | ----- | ----- | ---------------- | ---------------- | ----------------------- | ----------------------- | ----- | ----- | --------------- |
| Universidad Católica · Chile   | 1.ª           | 2011          | 15    | 2     | 6                | 0                | 5                       | 1                       | 26    | 3     | 0.12            |
| Universidad Católica · Chile   | 1.ª           | 2012          | 26    | 0     | 9                | 0                | 14                      | 2                       | 49    | 2     | 0.04            |
| Universidad Católica · Chile   | 1.ª           | 2013          | 17    | 2     | —                | —                | —                       | —                       | 17    | 2     | 0.12            |
| Universidad Católica · Chile   | 1.ª           | 2013-14       | 33    | 4     | 10               | 0                | 5                       | 0                       | 48    | 4     | 0.08            |
| Universidad Católica · Chile   | 1.ª           | 2014-15       | 1     | 0     | —                | —                | —                       | —                       | 1     | 0     | 0.00            |
| Universidad Católica · Chile   | Total club    | Total club    | 92    | 8     | 25               | 0                | 24                      | 3                       | 141   | 11    | 0.08            |
| Elche C. F. · España           | 1.ª           | 2014-15       | 32    | 1     | 4                | 0                | —                       | —                       | 36    | 1     | 0.03            |
| R. C. D. Espanyol · España     | 1.ª           | 2015-16       | 33    | 2     | 2                | 0                | —                       | —                       | 35    | 2     | 0.06            |
| R. C. D. Espanyol · España     | Total club    | Total club    | 33    | 2     | 2                | 0                | 0                       | 0                       | 35    | 2     | 0.06            |
| Cruz Azul · México             | 1.ª           | 2016-17       | 24    | 1     | 9                | 0                | —                       | —                       | 33    | 1     | 0.03            |
| Cruz Azul · México             | 1.ª           | 2017-18       | 27    | 2     | 7                | 0                | —                       | —                       | 34    | 2     | 0.06            |
| Cruz Azul · México             | Total club    | Total club    | 51    | 3     | 16               | 0                | 0                       | 0                       | 67    | 3     | 0.04            |
| Beşiktaş J. K. Turquía         | 1.ª           | 2018-19       | 6     | 0     | —                | —                | 4                       | 1                       | 10    | 1     | 0.1             |
| Beşiktaş J. K. Turquía         | 1.ª           | 2019-20       | 11    | 0     | 2                | 0                | 4                       | 1                       | 17    | 1     | 0.06            |
| Beşiktaş J. K. Turquía         | Total club    | Total club    | 17    | 0     | 2                | 0                | 8                       | 2                       | 27    | 2     | 0.07            |
| Fatih Karagümrük S. K. Turquía | 1.ª           | 2020-21       | 31    | 3     | —                | —                | —                       | —                       | 31    | 3     | 0.1             |
| Fatih Karagümrük S. K. Turquía | Total club    | Total club    | 31    | 3     | 0                | 0                | 0                       | 0                       | 31    | 3     | 0.1             |
| Elche C. F. · España           | 1.ª           | 2021-22       | 30    | 1     | 2                | 0                | —                       | —                       | 32    | 1     | 0.03            |
| Elche C. F. · España           | 1.ª           | 2022-23       | 22    | 0     | 1                | 0                | —                       | —                       | 23    | 0     | 0               |
| Elche C. F. · España           | Total club    | Total club    | 84    | 2     | 7                | 0                | 0                       | 0                       | 91    | 2     | 0.02            |
| Al-Tai Arabia Saudita          | 1.ª           | 2023-24       | 11    | 1     | —                | —                | —                       | —                       | 11    | 1     | 0.09            |
| Al-Tai Arabia Saudita          | Total club    | Total club    | 11    | 1     | 0                | 0                | 0                       | 0                       | 11    | 1     | 0.09            |
| Total carrera                  | Total carrera | Total carrera | 319   | 19    | 52               | 0                | 32                      | 5                       | 403   | 24    | 0.06            |
| 1. 2. 3.                       |               |               |       |       |                  |                  |                         |                         |       |       |                 |

### Selecciones
Actualizado al último partido disputado el 24 de marzo de 2022.
| Selección      | Temporada     | Amistosos | Amistosos | Sudamérica | Sudamérica | Mundial | Mundial | Total | Total | Media goleadora |
| Selección      | Temporada     | Part.     | Goles     | Part.      | Goles      | Part.   | Goles   | Part. | Goles | Media goleadora |
| -------------- | ------------- | --------- | --------- | ---------- | ---------- | ------- | ------- | ----- | ----- | --------------- |
| Adulta · Chile | 2012          | 3         | 1         | —          | —          | —       | —       | 3     | 1     | 0.33            |
| Adulta · Chile | 2013          | —         | —         | —          | —          | —       | —       | 0     | 0     | 0.0             |
| Adulta · Chile | 2014          | 2         | 0         | —          | —          | —       | —       | 2     | 0     | 0.0             |
| Adulta · Chile | 2015          | 1         | 0         | —          | —          | —       | —       | 1     | 0     | 0.0             |
| Adulta · Chile | 2016          | 1         | 0         | 8          | 0          | —       | —       | 9     | 0     | 0.0             |
| Adulta · Chile | 2017          | 2         | 0         | —          | —          | —       | —       | 2     | 0     | 0.0             |
| Adulta · Chile | 2018          | 7         | 0         | —          | —          | —       | —       | 7     | 0     | 0.0             |
| Adulta · Chile | 2019          | —         | —         | —          | —          | —       | —       | 0     | 0     | 0.0             |
| Adulta · Chile | 2020          | —         | —         | 1          | 0          | —       | —       | 1     | 0     | 0.0             |
| Adulta · Chile | 2021          | —         | —         | 7          | 0          | —       | —       | 7     | 0     | 0.0             |
| Adulta · Chile | 2022          | —         | —         | 1          | 0          | —       | —       | 1     | 0     | 0.0             |
| Adulta · Chile | Total         | 16        | 1         | 17         | 0          | 0       | 0       | 33    | 1     | 0.03            |
| Total carrera  | Total carrera | 16        | 1         | 17         | 0          | 0       | 0       | 33    | 1     | 0.03            |
| 1.             |               |           |           |            |            |         |         |       |       |                 |

## Palmarés

### Títulos nacionales
| Título     | Club                 | País  | Año  |
| ---------- | -------------------- | ----- | ---- |
| Copa Chile | Universidad Católica | Chile | 2011 |

### Títulos internacionales
| Título                  | Club (*)           | Sede           | Año  |
| ----------------------- | ------------------ | -------------- | ---- |
| Copa América Centenario | Selección de Chile | Estados Unidos | 2016 |

(*) Incluyendo la selección.

## Vida personal
El martes 8 de julio de 2014, hizo público su cambio de nombre legal a "Enzo Pablo Roco Roco", así sus apellidos dejaron de ser Andía Roco, tomando Roco como su primer y segundo apellido en honor a su madre y a su fallecido abuelo.